# Енн Маккефрі
Енн Айнез Маккефрі (англ. Anne Inez McCaffrey, 1 квітня 1926, Кембридж , Массачусетс — 21 листопада 2011, Ірландія) — ірландська письменниця-фантаст. Перша жінка, нагороджена преміями Г'юго та Неб'юла.

## Біографія
Народилася 1 квітня 1926 року в Кембриджі, штат Массачусетс. Закінчила Стюарт Холл (р. Стаунтон, шт. Вірджинія), Монтклейровську вищу школу (штат Нью-Джерсі), Редкліфф коледж (Кембридж, штат Массачусетс). У 1947 р. отримала з відзнакою ступінь бакалавра (слов'янські мови та література).
Вивчала метеорологію в Університеті міста Дублін. Працювала дизайнером і клерком у музичному магазині, професійно займалася музикою (співала оперні партії і диригувала оркестром). У 1950 році вийшла заміж, має трьох дітей: Алек Ентоні, народився в 1952; Тодд, народився у 1956, та Жоржанн, яка народилася у 1959 році. У 1970 Енн розлучилася, після чого повернулася на батьківщину предків, емігрувавши до Ірландії, де і прожила решту свого життя — 41 рік та написала більшість своїх книг

## Творчість
З 1954 р.— Енн Маккефрі — професійна письменниця. Перша публікація — «Свобода змагатися» (1953). Секретар-скарбник Асоціації американських письменників-фантастів (1968—1970).
Серед ранніх творів Маккефрі виокремлюється роман-дебют «Відновлена» (англ. Restoree) (1967), героїня якого повертається до життя після анабіозу, а також цикл повістей про жінку-кіборга, чий мозок (і, отже, особистість) управляє зорельотом, об'єднаний у збірку «Корабель, що співав» [The Ship Who Sang] (1969); продовження — «Зореліт-партнер» [PartnerShip] (1992 — у співавторстві з Маргарет Болл), «Шукає корабель» [The Ship Who Searched] (1992 — у співавторстві з Мерседес Лекі). Славу письменниці принесла багатотомна серія «Дракони Перну» [Dragonriders of Pern] (1967—2011), Політ дракона (1968).
Першим твором Пернського циклу стало невелике оповідання «Пошук» [Weyr Search] (1968), яке отримало премію Г'юго в категорії «Найкраща новела», а весь серіал створювався протягом трьох десятиліть.
У 2005 році на церемонії вручення премії Г'юго отримала звання «Гросмейстер фантастики». А в 2006 році вона була включена до Зали слави наукової фантастики.

### Смерть
Енн Маккефрі пішла з життя на 86-му році життя, 21 листопада 2011 року, у себе вдома, в Ірландії від інсульту.

## Нагороди
- Г'юго-68[3] (за роман «Пошук вейра»)
- Г'юго-68[4] (за повість «Осідлав дракона»)
- Зоряний жайворонок-76[5] (за повість «Осідлав дракона»)
- Гендальф-79[6] («Білий дракон» — «Найкраща книга в жанрі фентезі»)
- Балрог-80[7] (2 премії за роман «Барабани Перна» та за професійні досягнення)
- Єврокон-80[8] («Білий дракон» — найкращий роман)
- Британська премія фентезі-99[9] (спеціальна премія «Імені Карла Едварда Вагнера»)
- Гросмейстр фантастики-04[10]
- Зала слави наукової фантастики і фентезі-06[11] (Вільна категорія)
- Премія Роберта Гайнлайна-07[12] (Спеціальна премія)

|

### Цикл «Вершники Перна»
- Пошук Вейра (грудень 2011)
- Осідлав дракона (2006)
- Політ дракона (1992) / «англ. Dragonflight (липень 1968)» — роман
- Мандри дракона (1992) / «Dragonquest[en] (травень 1971)» — роман
- Молодший претендент / «en:The Smallest Dragonboy (1973)» — коротке оповідання
- «A Time When (1975)» — коротке оповідання (пізніше включена в роман Білий дракон)
- Пісні Перна (1993) / «Dragonsong[en] (березень 1976)» — роман
- Співачка Перна (1993) / «Dragonsinger[en] (лютий 1977)» — роман
- Білий дракон (1992) / «en:The White Dragon[en] (червень 1978)» — роман
- Барабани Перна (1993) / «Dragondrums[en] (березень 1979)» — роман
- Моріта — повелителька драконів (1993) / «Moreta: Dragonlady of Pern[en] (листопад 1983)» — роман
- Історія Нерилки (1993) / «Nerilka's Story[en] (березень 1986)» — роман
- Дівчина, яка чула драконів / «en:The Girl Who Heard Dragons (1986)» — повість
- Зоря драконів (1993) / «Dragonsdawn[en] (листопад 1988)» — роман
- Враження / «The Impression (листопад 1989)» — коротка історія
- Відщепенці Перна (1993) / «The Renegades of Pern[en] (жовтень 1989)» — роман
- Рятувальна експедиція (2002) / «en:Rescue Run (серпень 1991)» — коротке оповідання
- Всі Вейри Перна (1994) / «All the Weyrs of Pern[en] (19 вересня 1991)» — роман
- Хроніки Перна: перше Падіння (2002) / «The Chronicles of Pern: First Fall[en] (жовтень 1993)» — збірка

- Звіт про дослідження: P. E. R. N. (2002) / «The P. E. R. N. Survey (вересень 1993)» — коротке оповідання
- Дзвін Дельфінів (2002) / «The Dolphin's Bell (1993)» — коротка історія
- Брід Реда Ганрагена (2002) / «The Ford of Red Hanrahan (1993)» — коротке оповідання
- Другий Вейр (2002) / «The Second Weyr» — коротка історія (1993)
- Рятувальна експедиція (2002) / «Rescue Run (серпень 1991)» — коротке оповідання

- Дельфіни Перна (2002) / «The Dolphins of Pern[en] (6 вересня 1994)» — роман
- Око дракона (2002) [Схід Червоної Зірки] / «Dragonseye[en] (серпень 1996) [Red Star Rising]» — роман
- Арфороб Перна (2003) / «The Masterharper of Pern[en] (12 січня 1998)» — роман
- Скороходи Перна (1999[а 1]) / «en:Runner of Pern (1998)» — коротка історія
- Небеса Перна (2003) / «The Skies of Pern[en] (3 квітня 2001)» — роман
- «Дарунок драконів[en] (2002)» — збірка

- Молодший претендент / «en:The Smallest Dragonboy (1973)» — коротке оповідання
- Дівчина, яка чула драконів / «en:The Girl Who Heard Dragons (1986)» — повість
- Скороходи Перна (1999) / «en:Runner of Pern (1998)» — коротка історія
- Нерозлучна пара / «en:the Ever Twain (2002)» — коротка історія

- Драконівські родичі (2005) / «dragon's Kin[en] (листопад 2003)» — роман, співавтор: Тодд Маккефрі
- По ту сторону Проміжку (2006[а 2]) / "Beyond Between (30 грудня 2003)" — коротке оповідання
- Кров драконів (2006) / «Dragonsblood[en] (25 січня 2005)» — роман, автор: Тодд Маккефрі
- Драконяче полум'я (2008) / «англ. dragon's Fire (11 липня 2006)» — роман, співавтор: Тодд Маккефрі
- Арфіст драконів / «Dragon Harper[en] (26 грудня 2007)» — роман, співавтор: Тодд Маккефрі
- «Драконяче серце[en] (2008)» — роман, автор: Тодд Маккефрі
- «Dragongirl[en] (липень 2010)» — роман, автор: Тодд Маккефрі
- «Час дракона[en] (червень 2011)» — роман, співавтор: Тодд Маккефрі
- «Небеса драконів[en] (2012)» — роман, співавтор: Тодд Маккефрі

### Цикл «Сага про живі кораблі»
- Корабель, який співав (1993) / «АН:корабель, який співав (1969)» — збірник, що включає 6 оповідань

- Корабель, який співав / «корабель, який співав (квітень 1961)»
- Корабель, який уболівав / «вона корабель, який уболівав (березень 1966)»
- Корабель, який вбивав / «корабель, який вбив (жовтень 1966)»
- Політ Драматичний / «драматична Місія (червень 1969)»
- Корабель, який перемагав / «корабель, який зник (березень 1969)»
- Корабель, який знайшов партнера / «партнер кораблі (1969)»

- «Honeymoon (1977)»
- Корабель, який повернувся (2001[а 3]) / «The Ship Who Returned (травень 1999)»

### У співавторстві
- Корабель-партнер (2007) / «Partnership (1992)» — Співавтор: Маргарет Болл
- Корабель, який шукав (2007) / «The Ship Who Searched[en] (1992)» — Співавтор: Мерседес Лекі
- Місто, яке боролося (2008) / «The City Who Fought (1993)» — Співавтор: С. М. Стірлінг
- «The Ship Who Won (1994)» — Співавтор: Джоді Лінн Най
- «The Ship Errant (1996)» — Автор: Джоді Лінн Най
- «The Ship Avenged (1997)» — Автор: С. М. Стірлінг

### Цикл «Ірета»

#### Серія«Планета динозаврів»
- Планета динозаврів I (1997) / «Dinosaur Planet (1978)»
- Планета динозаврів II (1997) / «Dinosaur Planet Survivors[en] (1984)»

#### Серія «Космічні пірати (Планета піратів)»
- Сассинак (1997) / «Sassinak[en] (березень 1990)» — Співавтор: Джоді Лінн Най
- Смерть по імені сон (1998) / «The Death of Sleep[en] (липень 1990)» — Співавтор: Елізабет Мун
- Покоління воїнів (1998) / «Generation Warriors[en] (березень 1991)» — Співавтор: Елізабет Мун

### Серія «Співаки кристалів»
- Співаки Кристалів (1997) / «Crystal Singer[en] (лютий 1982)» — збірник, що включає в себе чотири новели, написані з 1974 по 1975 р.
- Килашандра / «Killashandra (1985)»
- «Crystal Line (1992)»

### Серія «The Coelura»
Ще одна дилогія, дія якої відбувається в космічній Федерації Планет.
- The Coelura (1983)
- Nimisha's Ship (1998)

#### Серія «Таланти»
- Політ Пегаса / «uk:щоб осідлати Пегаса (серпень 1973)» — збірник, що включає 4 розповіді

- Верхи на Пегасі / «осідлати Пегаса (серпень 1973)»
- Жіночий Талант / «Жіноча талантів (лютий 1969)»
- Яблуко / «Яблуко (1969)»
- Узда для Пегаса / «вуздечка для Пегаса (липень 1973)»

- «Пегас у польоті (1990)»
- «Пегас у космосі (2000)»

#### Серія «Вежа і Рой»
- Ровена (1996) / «The Rowan[en] (березень 1990)»
- Дамия (1996) / «en:Damia[en] (березень 1991)»
- «Damia's Children[en] (1993)»
- «Lyon's Pride[en] (1994)»
- «The Tower and the Hive[en] (1999)»

#### Серія «Корабельні коти»
- «Catalyst (2010)» — Співавтор: Елізабет Енн Скарборо
- «Catacombs (грудень 2010)» — Співавтор: Елізабет Енн Скарборо

#### Серія «Планета Сурс»
- Майор запасу (2000) / «Powers That Be (1993)» — Співавтор: Елізабет Енн Скарборо
- Планета під слідством (2000) / «Power Lines (1994)» — Співавтор: Елізабет Енн Скарборо
- Пастка для піратів (2000) / «Power Play (1995)» — Співавтор: Елізабет Енн Скарборо

#### Серія «The Twins of Petaybee»
- «Changelings (2005)» — Співавтор: Елізабет Енн Скарборо
- «Maelstrom (2006)» — Співавтор: Елізабет Енн Скарборо
- «Deluge (2008)» — Співавтор: Елізабет Енн Скарборо

### Цикл «Свобода»
- Земля свободи (2007) / «Freedom's Landing (1995)»
- Вибір вільних (2007) / «Freedom's Choice (1996)»
- «Freedom's Challenge (1998)»
- «Freedom's Ransom (2002)»

#### Серія «Акорна»
- Спадкоємиця єдинорогів (2003) / «Acorna: The Unicorn Girl[en] (1997)» — Співавтор: Маргарет Болл[en]
- Пошуки Акорни (2003) / «Acorna's Quest[en] (1998)» — Співавтор: Маргарет Болл
- Народ Акорни (2003) / «Acorna's People[en] (липень 1999)» — Співавтор: Елізабет Енн Скарборо
- Світ Акорни (2003) / «Acorna's World[en] (2000)» — Співавтор: Елізабет Енн Скарборо
- Місія Акорни (2006) / «Acorna's Search[en] (2001)» — Співавтор: Елізабет Енн Скарборо
- Бунтівники Акорни (2006) / «Acorna's Rebels[en] (2003)» — Співавтор: Елізабет Енн Скарборо
- Тріумф Акорни (2006) / «Acorna's Triumph[en] (2004)» — Співавтор: Елізабет Енн Скарборо

#### Серія «Діти Акорни»
- «en:First Warning (novel)[en] (2005)» — Співавтор: Елізабет Енн Скарборо
- «Second Wave (2006)» — Співавтор: Елізабет Енн Скарборо
- «Third Watch (2007)» — Співавтор: Елізабет Енн Скарборо

### Цикл «Дюна»
- Суперечка про Дьюне (1993) / «Decision at Doona (1969)»
- «Crisis on Doona (1992)» — Співавтор: Джоді Лінн Най
- «Treaty at Doona (1994)» — Співавтор: Джоді Лінн Най

### Інше

#### Міжавторський цикл «Бойовий флот / „Fleet“»
Цикл з 8 антологій під редакцією Девіда Дрейка і Білла Фоссетта («Bill Fawcett») пов'язаних єдиною сюжетною лінією. Енн Маккефрі написала оповідання для трьох антологій з цього циклу.

### Додаткова інформація
1. ↑  У перекладі з англійської Н. Віленської в антології «Легенди [Архівовано 5 серпня 2016 у Wayback Machine.]».
2. ↑  У перекладі з англійської О. Косової
 в антології «Легенди II [Архівовано 22 серпня 2016 у Wayback Machine.]».
3. ↑  У перекладі з англійської В. П. Ковалевського, Н. П. Штуцера в антології «Далекі горизонти [Архівовано 22 серпня 2016 у Wayback Machine.]»